# 솔로몬 (헨델)
《솔로몬(Solomon)》은 게오르크 프리드리히 헨델이 작곡한 영어 오라토리오이다.
익명의 대본은 성서에 나온 이야기 지혜로운 왕 솔로몬에 관한 열왕기 상과 역대기 하를 기반으로, 고대의 역사가 플라비우스 요세푸스가 쓴 유대인 고대사에서 추가하여 썼다.
전체곡 중에서 3막에 나오는 '시바 여왕의 도착'(The Arrival of the Queen of Sheba)이 가장 유명하다.

## 구성

### 제 1막
이작품은 솔로몬과 그의 백성들이 예루살렘에 내장되어 성전봉헌을 축하로 시작한다.솔로몬은 (아내와 첩의 수백을 가지고 있는 것으로 언급 된 성경의 솔로몬 달리) 자신의 아내에게 자신의 결혼의 행복에 기뻐하고,자신의 여왕 그녀를 위해 궁전을 구축 할 것을 약속한다.그들은 서로에 대한 사랑을 표현하고 꽃 향기 바람과 나이팅게일의 노래를 소강 상태로 휴식을 취하고 하룻밤 자다.

## 음악 번호 목록
| 1막1. 서곡 (Overture) 첫번째 장면: 솔로몬, 사독, 성직자와 합창단 2.Your harps and cymbals (합창) 3.Praise ye the Lord (레위 사람 – 에어) 4.With pious heart (합창) 5.Almighty Power (솔로몬 – accompagnato) 6.Imperial Solomon (사독 – 레치타티보) 7.Sacred raptures (사독 – 에어) 8.Throughout the land (합창) 9.Bless’d be the Lord (솔로몬 – 레치타티보) 10.What though I trace (솔로몬 – 에어) 두번째 장면: 여왕이 그들에게 11.And see my Queen (솔로몬 – 레치타티보) 12.Bless’d the day (여왕 – 에어) 13.Thou fair inhabitant of Nile (솔로몬, 여왕 – 레치타티보) 14.Welcome as the dawn of day (여왕과 솔로몬 – 이중창) 15.Vain are the transient beauties (솔로몬 – 레치타티보) 16.Indulge thy faith (사독 – 에어) 17.My blooming fair (솔로몬 – 레치타티보) 18.Haste to the cedar grove (솔로몬 – 에어) 19.When thou art absent (여왕 – 레치타티보) 20.With thee th’unshelter’d moor (여왕 – 에어) 21.Search round the world (사독 - ) 22.May no rash intruder ("나이팅게일의 합창") (합창) | 2막 첫번째 장면: 솔로몬, 사독, 레위 사람, 사제의 합창단과 이스라엘 사람 23.From the censer (합창) 24.Prais’d be the Lord (솔로몬 – 레치타티보) 25.When the sun o’er yonder hills (솔로몬 – 에어) 26.Great prince (레위 사람 – 레치타티보) 27.Thrice bless’d that wise discerning king (레위 사람 – 에어) 두번째 장면: 안내원이 그들에게 28.My sovereign liege (안내원, 솔로몬 – 레치타티보) 세번째 장면: 두 여인이 그들에게 29.Thou son of David (첫번째 여인 - 레치타티보) 30.Words are weak (첫번째와 두번째 여인, 솔로몬 – 삼중창) 31.What says the other (솔로몬, 두번째 여인 – 레치타티보) 32.Thy sentence, great king (두번째 여인 – 에어) 33.Withhold, withhold the executing hand (첫번째 여인 – 레치타티보) 34.Can I see my infant gor’d (첫번째 여인 – 에어) 35.Israel attend (솔로몬– accompagnato) 36.Thrice bless’d be the king (첫번째 여인, 솔로몬 – 이중창) 37.From the east unto the west (합창) 38.From morn to eve (사독 – 레치타티보) 39.See the tall palm (사독 – 에어). 40.No more shall armed bands (첫번째 여인 – 레치타티보) 41.Beneath the vine (첫번째 여인 – 에어) 42.Swell, swell the full chorus (합창) | 3막 43.시바 여왕의 도착 (Sinfonia) 솔로몬, 시바의 여왕, 사독, 합창단과 이스라엘 사람 44.From Arabia’s spicy shores (시바 여왕, 솔로몬 – 레치타티보) 45.Ev’ry sight these eyes behold (시바 여왕 – 에어) 46.Sweep, sweep the string (솔로몬 – 레치타티보) 47.Music spread thy voice around (솔로몬과 합창) 48.Now a different measure (솔로몬과 합창) 49.Then at once from rage remove (솔로몬 – 레치타티보) 50.Draw the tear from hopeless love (합창) 51.Next the tortur’d soul release (솔로몬 – 레치타티보) 52.Thus rolling surges rise (솔로몬과 합창) 53.Thy harmony’s divine (시바 여왕 – 레치타티보) 54.Pious king (레위 사람 – 에어) 55.Thrice happy king (사독 – 레치타티보) 56.Golden columns (사독 – 에어) 57.Praise the Lord (합창) 58.Gold now is common (솔로몬 – 레치타티보) 59.How green our fertile pastures look (솔로몬 – 에어) 60.May peace in Salem (시바 여왕 – 레치타티보) 61.Will the sun forget to streak (시바 여왕 – 에어) 62.Adieu, fair queen (솔로몬 – 레치타티보) 63.Ev’ry joy that wisdom knows (시바 여왕, 솔로몬 – 이중창) 64.The name of the wicked (합창) |